# Tareja
La Tareja (in russo Тарея?) è un fiume della Siberia Orientale settentrionale, affluente di destra della Pjasina che scorre nel Tajmyrskij rajon del Territorio di Krasnojarsk, in Russia.
Il fiume scende dai Monti Byrranga, nella penisola del Tajmyr, e scorre prevalentemente in direzione sud-occidentale. Sfocia nella Pjasina a 309 km dalla foce. La lunghezza del fiume è di 309 km, l'area del bacino è di 9 400 km². Il suo maggior affluente, da destra, è la Venta (lungo 103 km). Da sinistra attraverso l'emissario Ajaturkudjamo riceve le acque del lago Ajaturku.